# 换能器
换能器（英語：transducer），是将能量由某种形式转化為另一种形式的器件，包括电能、机械能、电磁能、光能、化学能、声能和热能等能量。这类能量转换过程称为换能（英語：transduction）。
换能器常被裝置在自動化、测量與控制系統的週邊，用于將一種物理量（如能量、力、扭矩、光、运动、位置等）轉換為電子訊號，并因此称为感測器。

## 应用实例
- 电磁学：
  - 天线——感测电磁波并转化为电信号，或反之
  - 卡式录音机磁头、硬碟读写磁头——在磁储存媒介上感测磁场并转化为电信号，或反之
  - 霍尔效应传感器——将磁场强度变化转化为电信号
  - 拾音器——将金属弦运动转化为交流电信号
- 电化学：
  - pH计
  - 含氧感知器
  - 氢气感测器
- 机电学：
  - 加速規
  - 气流感测器
  - 电活性聚合物
  - 转子马达、线性马达
  - 检流计
  - 線性可變差動變壓器、旋轉可變差動變壓器
  - 微机电系统
  - 電位器
  - 压力传感器
  - 触觉传感器
- 电声音学：
  - 扬声器耳机
  - 麦克风
- 静电学
- 电热学
  - 電磁爐
  - 電暖爐
- 光电学
  - 電燈